# Pizolit

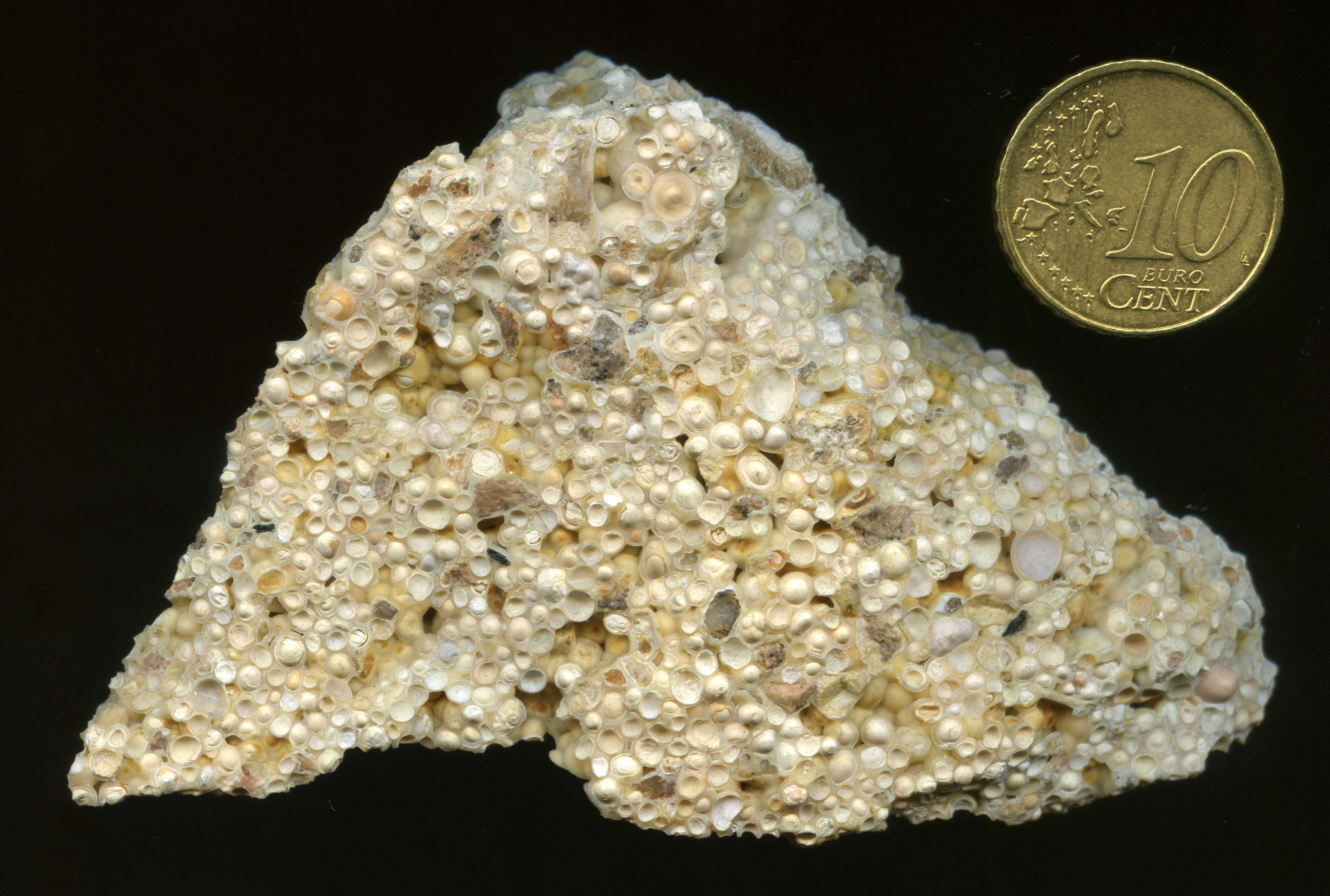
Pizolit aragonitowy (Karlowe Wary)

Pizolit – skała osadowa składająca się ze scementowanych pizoidów. Najczęściej jest skałą węglanową.
W jaskiniach pizolity uważane są za jeden z rodzajów twardych nacieków jaskiniowych. Są to niewielkie, złożone z  kalcytu lub aragonitu kuliste konkrecje o średnicy do 6 cm. Powstają w jeziorkach, w których woda jest nieruchoma (nie wpadają do niej np. krople wody ze stropu). Gdy w roztworze węglanu wapnia w takim jeziorku znajdzie się jakiś ośrodek krystalizacji (np. drobny okruch wapienia), wówczas wokół niego zaczynają się tworzyć pizolity lub perły jaskiniowe. Obydwie formy mają taki sam skład chemiczny i koncentryczna budowę, różnią się tylko powierzchnią. Perły jaskiniowe mają gładką i błyszczącą powierzchnię, pizolity chropowatą.
Pizolity w jaskinaich są pospolite. Często występują w wypełnionych roztworem węglanu wapnia niewielkich miseczkach pól ryżowych i  nacieków wełnistych. Nie przyklejają się do dna, odpychane od niego bowiem są siłami krystalizacyjnymi. 

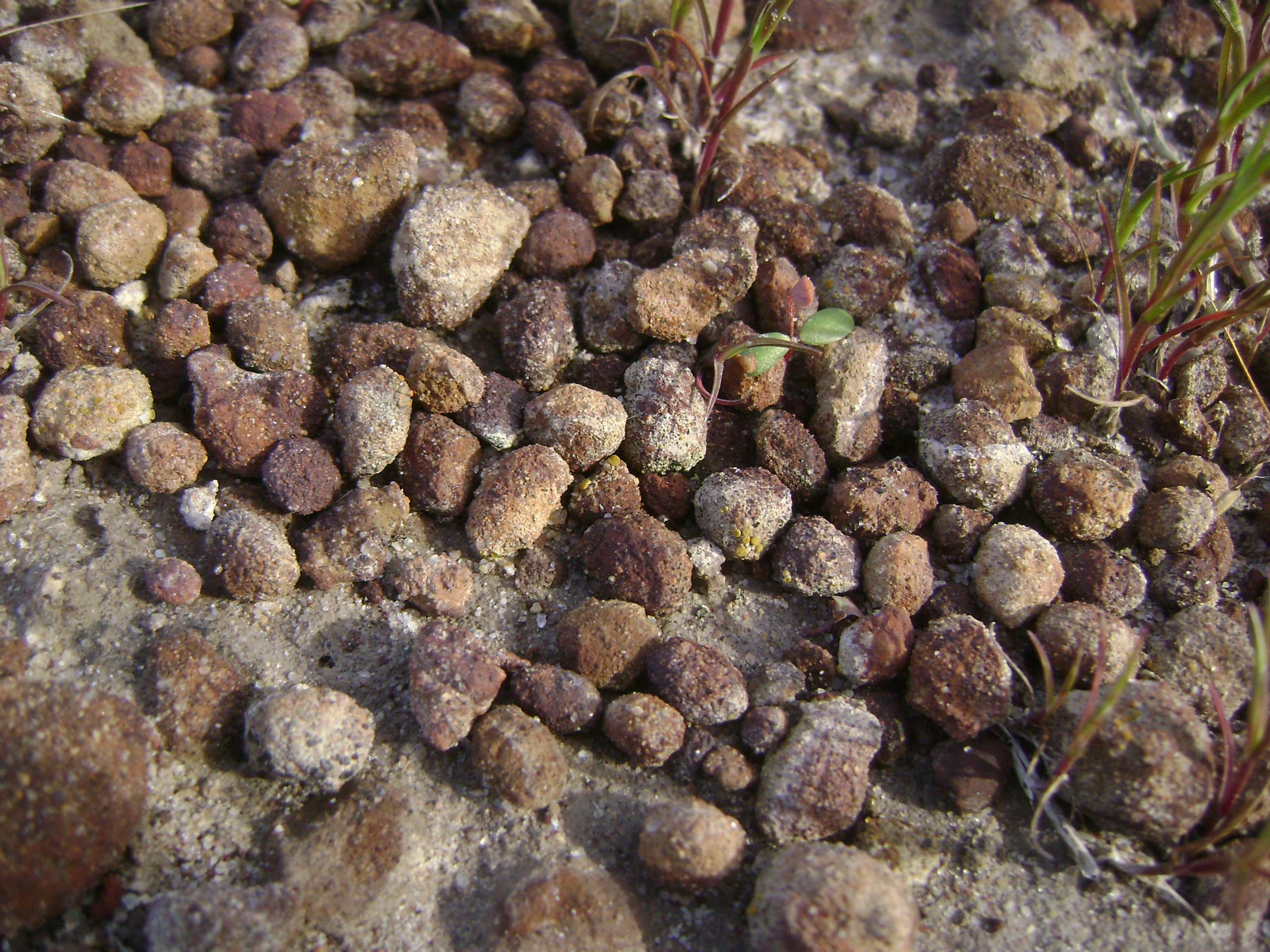
Pizolity jaskiniowe